# Estación de Modúbar de la Emparedada
Modúbar de la Emparedada fue una estación de ferrocarril situada en el municipio español de Modúbar de la Emparedada, en la provincia de Burgos, que formaba parte del histórico ferrocarril Santander-Mediterráneo. En la actualidad se conserva el recinto ferroviario.

## Situación ferroviaria
Las instalaciones se encontraban situadas en el punto kilométrico 239,991 de la línea férrea de ancho ibérico Santander-Mediterráneo, a 937 metros de altitud sobre el nivel del mar.

## Historia
Construida por la Compañía del Ferrocarril Santander-Mediterráneo, entraría en servicio en agosto de 1927 con la inauguración del tramo Burgos-Cabezón de la Sierra. En 1941, con la nacionalización de los ferrocarriles de ancho ibérico, las instalaciones pasaron a manos de RENFE. Tras caer en declive, en 1967 las instalaciones fueron rebajadas de categoría y reclasificadas como un apeadero. Dejó de prestar servicio con la clausura al tráfico de la línea Santander-Mediterráneo en 1985. En la actualidad el edificio de viajeros se encuentra habilitado como vivienda particular.